# Rauch partido
Rauch egy partido Argentína középpontjától keletre, Buenos Aires tartományban. Székhelye Rauch.

## Népesség
A partido népessége a közelmúltban a következőképpen változott:
| Év   | Lakosság |
| ---- | -------- |
| 2001 | 14 290   |
| 2010 | 15 176   |